# Гурвиц, Эдуард Иосифович
Эдуа́рд Ио́сифович Гу́рвиц (укр. Едуард Йосипович Гурвіц; род. 30 января 1948, Могилёв-Подольский, УССР, СССР) — городской голова Одессы с 1994 по 1998 год и с 5 апреля 2005 по 6 ноября 2010 года. Избирался народным депутатом Украины в 1994 и 1998 годах (самовыдвиженец); в 2002 году — по списку блока «Наша Украина»; в 2012 — по списку партии УДАР. Активный сторонник курса на укрепление независимости страны, европейской и евроатлантической интеграции, декоммунизации и проведения демократических реформ. На протяжении 7 лет возглавлял межпарламентскую группу «Украина — Израиль».

## Биография

### Происхождение
Родился в семье Марии Наумовны Берштейн (1919—1994) и Иосифа Ильича Гурвица (1913—1957), который нелегально перебрался в СССР из Бессарабии в 1933 году. Отец, экономист по образованию, 9 лет отсидел в сталинских лагерях за «шпионскую деятельность», впоследствии был реабилитирован. В лагерях подорвал здоровье, и в 1957 году умер.
Судьба отца и его ранняя смерть наложили глубокий отпечаток на мировоззрение Эдуарда Гурвица, никогда не скрывавшего своих антикоммунистических убеждений, негативного отношения к КПСС, Сталину и советской власти.

### Образование и трудовая деятельность
- 1966 год — начал трудовую деятельность, будучи учащимся. Работал разнорабочим, грузчиком, мастером на стройке.
- 1971 год — закончил Ленинградский инженерно-строительный институт по специальности «инженер путей сообщения».
- 1971 — 1972 год — служил в ракетных войсках стратегического назначения.
- 1972 — 1977 год — работал в Бельцах, Молдавия по специальности.
- 1977 — 1987 год — работал в разных строительных организациях Одессы на должностях прораба, старшего прораба, начальника объединённого участка.
- 1987 год — создал строительную фирму-кооператив «Экополис», которую в мае 1990 года продал, поскольку был избран председателем Жовтневого райсовета Одессы.

### Политическая деятельность
- Май 1990 — избран председателем Жовтневого районного совета города Одессы.
- Народный депутат Верховной рады Украины II созыва (1994—1998).
- Июль 1994 — избран городским головой города Одессы. За него подали голоса 204 тыс. избирателей. За его ближайшего конкурента А. А. Костусева — 202 тыс. Проигравшая сторона заявила о массовых фальсификациях во время выборов в подконтрольном Гурвицу Жовтневом районе Одессы и подала иск в суд, но проиграла.
- 1996 — в Одессе проходит съезд чеченской диаспоры «конгресс вайнахов» — в помещении русского драматического театра, а в детские дома Одессы были приняты 23 чеченских ребёнка. В ответ на этот шаг лидеры Ичкерии положительно отнеслись к просьбе Гурвица об освобождении группы украинских заложников в Чечне. Гурвиц возглавил украинскую депутацию, посетившую Чечню и освободившую группу из 34-х заложников-строителей из Кировограда[3][4].
- 2 февраля 1997 года побывал на инаугурации Аслана Масхадова в качестве официального гостя, где, по собственным словам, просил чеченское руководство об удалении из Одессы всех «чеченских банд»[3][5][6]. В мае того же года на самом высоком городском уровне Гурвиц принял делегацию чеченского правительства во главе с вице-президентом ЧРИ Вахой Арсановым, который благодарил Эдуарда Гурвица «за материальную, моральную и духовную поддержку Чечни»[7].
- 29 марта 1998 года — переизбран на должность городского головы Одессы с отрывом от ближайшего конкурента в 70 тысяч голосов. Проигравшая сторона подала судебный иск, требуя отмены результатов выборов из-за массовых фальсификаций. В результате прямого вмешательства центральной исполнительной власти и лично президента Л. Д. Кучмы, Кировоградский областной суд признал итоги выборов недействительными. К перевыборам Эдуард Гурвиц в качестве кандидата допущен не был. На тех же выборах был избран народным депутатом Украины по Суворовскому избирательному округу города Одессы.

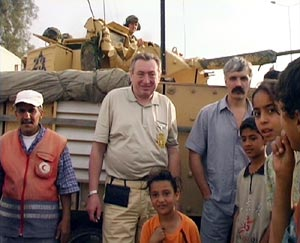
Эдуард Гурвиц в Ираке рядом с Дмитрием Корчинским

- В 1999 году поддержал переименование переулка Грибоедова в улицу Шухевича, сказав: Мы переименовали переулок Грибоедова в улицу Шухевича — врага КГБ, который сражался с кагэбэшниками в Западной Украине. И теперь наша СБУ находится на углу Шухевича и Еврейской[8].
- В 2002 году Эдуард Гурвиц вновь баллотировался на должность Одесского городского головы. По итогам выборов был объявлен вторым. Обвинил своего конкурента в фальсификации выборов[9] и обратился с соответствующим иском в суд. Суд иск отклонил. После поражения на выборах Одесского городского головы Виктор Ющенко по своей квоте взял Гурвица в список «Нашей Украины»[10]. В этом же году был избран в парламент по партийным спискам этого блока и вошёл в состав одноимённой парламентской фракции.
- В 2003 году Эдуард Гурвиц посетил Ирак как член комитета Верховной Рады Украины по иностранным делам, агитируя за решение отправить в Ирак украинский воинский контингент[11].
- Во время «Оранжевой революции» 2004 года примкнул к её сторонникам. Был неоднократно замечен на сцене Киевского Майдана, где стоял рука об руку с другими лидерами революции.
- В 2005 году — после прихода к власти «оранжевых» — Приморский районный суд города Одессы, «по вновь открывшимся обстоятельствам», признал официальные итоги выборов Одесского городского головы 2002 года сфальсифицированными[12] и отменил их. Решением суда назначен городским головой города Одесса, в связи с чем депутатские полномочия прекращены. Иск Гурвица рассматривала судья Светлана Ярош, которая в 1994 году присудила ему победу на выборах городского головы. Несколько позже, в конце мая, из здания Приморского суда были украдены все материалы уголовного дела о фальсификации выборов в 2002 году[13]. Исполнители и заказчики данного похищения до сих пор не названы.
- 2006 год — избран городским головой Одессы.
  - 29 марта 2006 г. Одесская городская избирательная комиссия обнародовала результаты выборов городского головы Одессы. За Эдуарда Гурвица отдали свои голоса 224 703 избирателя. Его ближайший преследователь набрал 92 662 голоса[14].
  - 5 апреля Эдуард Гурвиц принял присягу городского головы Одессы.

В этом же году Президент Украины Виктор Ющенко отдельным Указом признал незаконным и противоречащим Конституции Указ «О мерах по обеспечению конституционных прав граждан, а также руководства процессами жизнедеятельности Одессы», подписанный Леонидом Кучмой 26 мая 1998 года, в результате которого Эдуард Гурвиц был отстранён от власти в 1998 году. Параллельно Кировоградский областной суд пересмотрел и отменил, как незаконное, своё принятое в 1998 году решение.

#### Городской голова Одессы 2006—2010

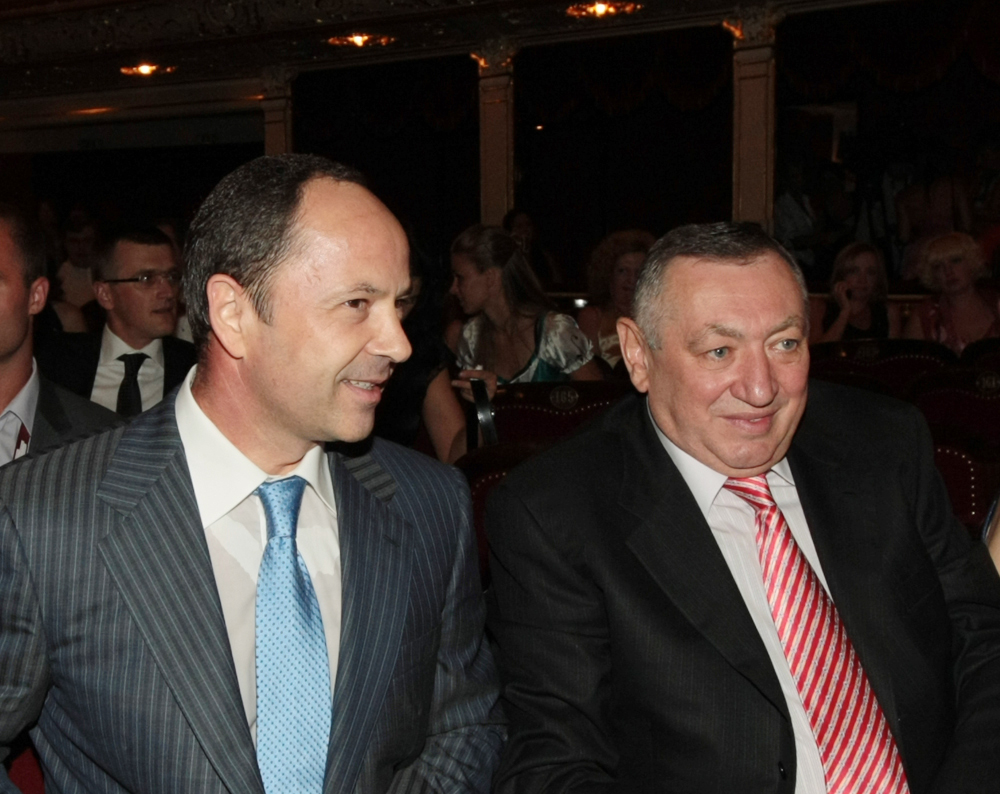
Эдуард Гурвиц и Сергей Тигипко на кинофестивале, 2010 год

Одесса принимала участие в конкурсе УЕФА на право проведения Евро-2012, однако исполком УЕФА 13 мая 2009 года исключил Одессу из списка городов, принимающих чемпионат. Эдуард Гурвиц, который возглавлял комитет по подготовке города к чемпионату, обвинил в произошедшем «коррумпированных чиновников Федерации футбола Украины», прежде всего Председателя федерации Григория Суркиса. Оппозиция, в свою очередь, обвинила в провале города команду городских управленцев, во главе с Эдуардом Гурвицем.
Выборы Одесского городского головы, состоявшиеся 31 октября 2010 года, Гурвиц, идущий по партийному списку «Фронта перемен», проиграл, набрав почти 31 % голосов избирателей (выборы выиграл А. А. Костусев, набрав почти 51 % голосов). Результаты выборов Гурвиц объявил сфальсифицированными и не признал их.

#### Последующая политическая карьера
Несмотря на то, что он был избран депутатом городского совета Одессы от городской организации партии «Фронт перемен», он ни разу не появился на заседаниях городского совета, объясняя это тем, что если он будет участвовать в работе горсовета, то таким образом де-факто признает свой проигрыш на выборах городского головы. В то же время от депутатского мандата он не отказывался.

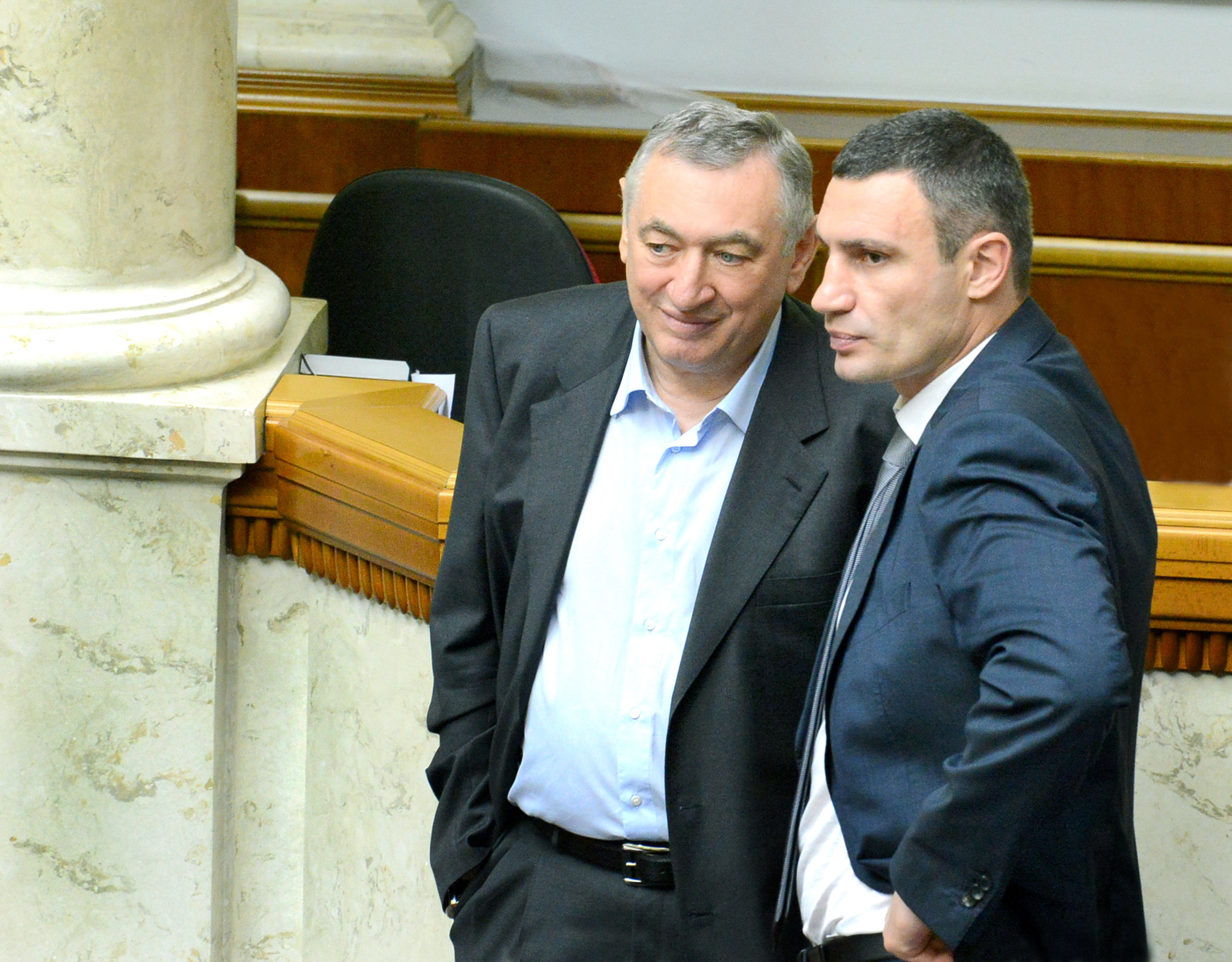
Эдуард Гурвиц и Виталий Кличко в Верховной Раде Украины, 2013-06-21

В 2012 году прошёл по партийным спискам партии «УДАР Виталия Кличко» в народные депутаты Верховной рады Украины VII созыва (№ 17 списка). Во время предвыборной кампании являлся координатором избирательной кампании партии «УДАР» в Одессе. В это же время заявил о намерении в будущем принять участие в борьбе за должность городского головы Одессы: «Несомненно, я намерен идти на следующие выборы городского головы, и с разрешения Виталия Владимировича это сделаю».
В 2013 году выступил одним из инициаторов проведения референдума по запрету Компартии Украины.
После бегства Президента Украины Януковича В. Ф. из страны в 2014 году Эдуард Гурвиц решил вернуться в кресло городского головы Одессы. Однако, внеочередная сессия горсовета, которая, по мнению Гурвица, должна была легализовать его возвращение, собрала 4 апреля 2014 года всего 8 депутатов из 120-ти действующих и в отсутствие кворума не состоялась.
На выборах городского головы Одессы в 2015 году самовыдвиженец Гурвиц занял 3-е место, набрав 22 475 голосов.

## Семья
Женат, имеет четверых детей и трёх внуков.

## Награды, звания
- Обладатель титула общенациональной украинской программы «Человек года» (1996).

Номинации: «Мэр года» и «Миссия доброй воли» за миротворческую деятельность в Чечне.
- Орден «За заслуги» ІІІ степени (2006)[27].
- Орден Святого благоверного князя Даниила Московского II степени (1 февраля 2008)[28].